# スロベニア人・クロアチア人・セルビア人国

スロベニア人・クロアチア人・セルビア人国
Држава Словенаца, Хрвата и Срба (セルビア語)
Država Slovenaca, Hrvata i Srba (クロアチア語)
Država Slovencev, Hrvatov in Srbov (スロベニア語)

スロベニア人・クロアチア人・セルビア人国の領土

スロベニア人・クロアチア人・セルビア人国（スロベニアじん・クロアチアじん・セルビアじんこく、セルビア語：Држава Словенаца, Хрвата и Срба /  Država Slovenaca, Hrvata i Srba、クロアチア語：Država Slovenaca, Hrvata i Srba（国際音声記号は[dr̩ˈʒaʋa sloˈʋenaʦa xr̩ˈʋataɪ ˈsr̩ba]）、スロベニア語：Država Slovencev, Hrvatov in Srbov）は、
第一次世界大戦末期の1918年10月29日、オーストリア＝ハンガリー帝国内の南スラヴ人（ここではスロベニア人、クロアチア人、セルビア人）居住地域の統一国家として創設された。その点、同じく帝国からの独立を果たしたチェコスロヴァキアやポーランドなどと並ぶ「継承国家」の一つである。ただし他国とは異なって、民族自決の原則を行使する政治主体として、連合国からの承認は最後まで得ることができなかった。しかし他方では、同年12月1日にセルビア王国、モンテネグロ王国との対等な統合が実現し、セルビア人・クロアチア人・スロベニア人王国（のちユーゴスラビア王国と改称）が誕生した。したがって約一か月という短命ではあるが、「南スラヴ人の国民国家」を標榜するユーゴスラビアの成立に不可欠な構成国の一つとして大きな役割を果たした。
国名は、南スラヴの主要民族であるスロベニア人、クロアチア人、セルビア人に由来する。これら3民族は、より大きな南スラヴという一つの民族を構成する「支族」と考えられた。また、ボスニア・ヘルツェゴビナのムスリムも南スラヴの一員であるが、いわば「第四の支族」として独自の名称を獲得するのは1960年代以降である。

## 領域
スロベニア人・クロアチア人・セルビア人国の領域として、以下の地域ないし政治単位が想定されていた。
オーストリア帝国のうちスロベニア人が多数派を占める地域（クライン、およびシュタイアーマルクとケルンテンの一部）。同じくオーストリア領のダルマツィア。
ハンガリー王国に含まれたクロアチア＝スラヴォニア、ヴォイヴォディナ。
そして両国の共同統治下にあったボスニア・ヘルツェゴビナ。

## 歴史

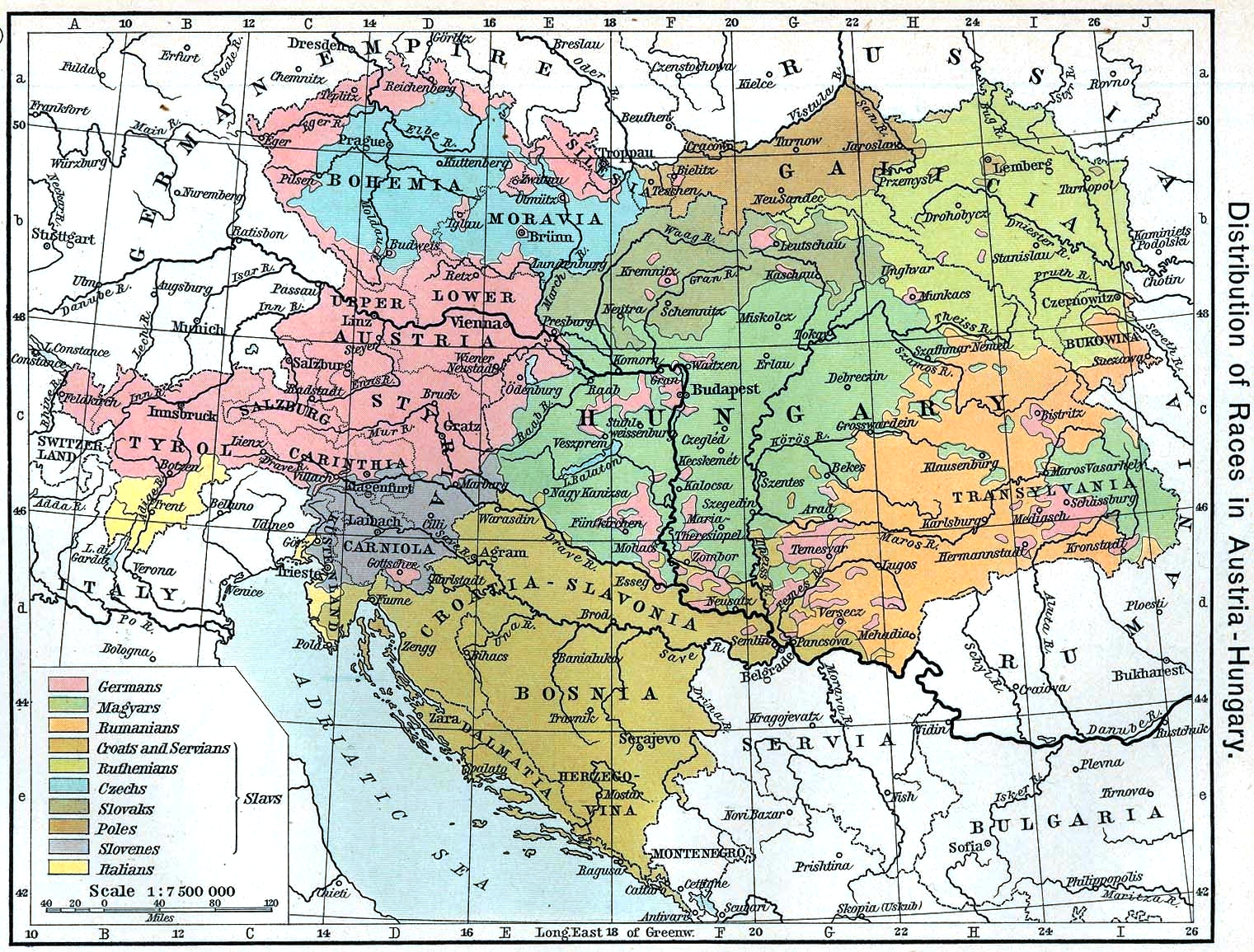
旧オーストリア＝ハンガリー帝国の地図。スロベニア人・クロアチア人・セルビア人国領になった、セルビア人、クロアチア人、スロベニア人の主な居住地を示している。

### 端緒
南スラヴ人の文化的・政治的統一という思想、いわゆる南スラヴ統一主義ないしユーゴスラヴィズム（en）には、1830年代にクロアチアで開花したイリリア運動以降の比較的長い系譜がある。しかし具体的な政治行動として現実味を帯びるのは、第一次世界大戦が始まってからであった。
1914年6月28日のサラエヴォ事件を契機として第一次世界大戦が始まると、同年12月にセルビア王国政府は「ニシュ宣言」(Niš Declaration)を発した。この中でセルビア政府は初めて、ハプスブルク領を含むすべての南スラヴ人居住地域を解放して統一国家を樹立することが戦争目的であると表明した。
一方、1917年5月にウィーンのオーストリア帝国議会では、スロヴェニア人議員を中心にユーゴスラヴィア・クラブ（Jugoslavenski klub）が結成された。この会派にはオーストリア帝国領のうちクライン、ケルンテン、シュタイアーマルクなど、ダルマツィア、ボスニア・ヘルツェゴビナから選出の南スラヴ人議員33名が集まった。
その中心はスロベニア人民党のアントン・コロシェツ（Anton Korošec）であった。そして5月30日、帝国内南スラヴ人地域の統合を求める「五月宣言」（en）を発表する。この時点で帝国の解体までは想定されておらず、オーストリアとハンガリーの二重帝国であるハプスブルク帝国にいわば「三重制」の導入を求める内容であった。
その一方で1915年4月、連合国とイタリアの間でロンドン秘密条約が結ばれていた。そこには参戦の見返りとして、イタリアが要求するダルマツィア・アドリア海沿岸部の獲得を認める内容が含まれていることが漏れ伝わった。このため、南スラヴの政治リーダーは切迫した危機感に迫られた。
当時、南スラヴの政治主体には、セルビアとモンテネグロの両王国、ユーゴスラヴィア・クラブに加えて、「ユーゴスラヴィア委員会」（Yugoslav Committee）があった。このグループは、開戦直後にダルマツィアからローマに亡命していたクロアチア人政治家のアンテ・トルムヴィッチ（Ante Trumbić）、フラノ・スーピロ（Frano Supilo）らによって1915年5月に結成され、セルビア政府の財政的支援も受け、連合国側の理解を得るべく活発な活動を開始していた。
1917年に入るとロシアで二月革命が発生し、セルビアは最大の後ろ盾を失う危機に見舞われる。セルビア軍自身も劣勢に立たされ、南方へ撤退を重ねざるを得なかった。そしてギリシア領のコルフ島まで逃れ、セルビア政府はそこに拠点を築く。
その後、ロンドンを本拠としたユーゴスラヴィア委員会との共闘を模索することとなる。
両者による交渉の結果は、1917年7月に14条のコルフ宣言として実を結んだ。そこでは、将来に誕生する南スラヴの統一国家がカラジョルジェヴィチ朝のもとで立憲君主制を採用することが合意された。ただし、国制として、連邦制を志向するクロアチア側と集権制を維持したいセルビア側の立場は集約されず、後々の禍根の元ともなった。

## 建国
ハプスブルク帝国内では、戦況に伴って南スラヴ「独立」へと向かう動きが強まり、1918年10月5日 - 6日にザグレブにてスロベニア人・クロアチア人・セルビア人民族会議が設立された。議長には先述のアントン・コロシェツが就任し、「クロアチア人・セルビア人連合」（Croat-Serb Coalition）のスヴェトザル・プリビチェヴィッチ（Svetozar Pribićević）（セルビア人）とクロアチア人で「スタルチェヴィチ権利党」（Starčevićeva stranka prava）のアンテ・パヴェリッチ（Ante Pavelić）（1941年に樹立された対独協力政権、クロアチア独立国の指導者のアンテ・パヴェリッチとは別人）が副議長を務めた。
その後、
10月16日、皇帝カール1世は「諸民族に対する布告」を発したが、19日に「民族会議」は首相ラマッシュ（Heinrich Lammasch）と会談し、皇帝案の拒絶と独立の意志を伝えた。
同じ日、「民族会議」は南スラヴ人地域の「最高政府機関」であることを宣言し、以後事実上の政府機能を果たすこととなる。
同年10月29日にまず、サボル（クロアチア議会）にてクロアチア＝スラヴォニア＝ダルマツィア三位一体王国の独立が宣言された。続いてスロベニア人・クロアチア人・セルビア人国の創設が公式に表明された。
続いて10月31日のスロベニア議会、11月1日のボスニアヘルツェゴビナ議会でも同様に、「民族会議」による独立宣言が承認された。

## 建国から消滅まで
同時期に当たる10月28日にはチェコスロヴァキアが独立を宣言し、11月1日にハンガリー、3日にポーランドが後に続き、急速にハプスブルク君主国の解体が進んでいた。
こうした状況で、ユーゴスラヴィア委員会は今だ国際的な承認を得られず、「帝国内の南スラヴ人を代表する権利をもつのは誰なのかという問題」が表面化した。
そこで11月6日、「民族会議」の呼びかけを受けて中立国スイスのジュネーブにユーゴスラヴィア委員会、パリに滞在中のセルビア政府首相パシッチらが集まって会合をもった（ジュネーブ会談）。
南スラヴの統一国家として独立を目指す点は一致するものの、その性格をめぐって意見が対立した。すなわち、スロベニア人・クロアチア人・セルビア人国とセルビア王国が対等の立場で統一国家を形成し、分権的な連邦制を採るべきという主張がある一方で、セルビアを核とした集権的国制を主張するパシッチとの間で合意に達するまで時間を要したのである。しかし、会談にセルビアの野党代表が加わっていたこともあり、数的に不利なパシッチは譲歩するしかなかった。連合国による独立の承認を急ぐ必要もあり、新国家の制憲議会による公式決定まで、当面は2つの政府機関が併存することで決着した。その結果は11月9日にジュネーブ宣言（en）としてまとめられた。
このジュネーブ宣言は、カラジョルジェヴィチ朝を指導者と定めたコルフ宣言に反するものであった。なによりパシッチ自身が不満足だったために策を弄して同月12日に署名を撤回することとなる。
こうした流れのなかで「民族会議」内部にも意見の相違が明らかとなる。留守を預かってジュネーブ会談には参加しなかったプリビチェヴィッチやスチェパン・ラディチらが決論に賛同せず、ジュネーブ宣言は事実上の「死文」となってしまったのである。
一方でダルマチアの情勢は緊迫しており、イタリア軍がプーラ、リエカ、ザダル、シベニク、および沿岸の小島を数日の間に占領するに至った。11月14日、イタリアによる実効支配を恐れたダルマチアの「民族会議」は、一刻の猶予もないことを訴えた。
そして11月23日にザグレブの「民族会議」で重要な議論が行われた。
議論は紛糾し長引いたが、27日にコルフ宣言に基づく形でセルビアとの統合を即座に進めることとなった。この後「民族会議」の代表団がベオグラードに赴き、同月29日にセルビア王国の摂政アレクサンダル公に謁見した。これを受けて12月1日、アレクサンダルはセルビア人・クロアチア人・スロベニア人王国の成立を宣言した。それはまた、スロベニア人・クロアチア人・セルビア人国の消滅を意味するものであった。

## 周辺地域の動向
スロベニア人・クロアチア人・セルビア人国の国是は、旧オーストリア＝ハンガリー帝国領のセルビア人、クロアチア人、スロベニア人が居住する地域すべてを統一することだった。しかしヴォイヴォディナ（バナト、バチュカ、バラニャを含む）のセルビア人はこれに反対して、セルビア国民会議という最高権力機関の下、ノヴィ・サドで独自の政府を樹立し、1918年11月25日にセルビア王国に合流した。この前日の1918年11月24日には、当初スロベニア人・クロアチア人・セルビア人国の一部であったスレムの領域もまたここから脱退し、セルビア王国に合流していた。
戦勝国となった連合国に海軍を手渡すのを避けるために、オーストリア皇帝カール1世はすべての軍港、兵器廠、海岸要塞のオーストリア＝ハンガリー帝国海軍全軍および商船隊を国民評議会に譲与し、今度はフランス、イギリス、イタリア、アメリカ合衆国、ロシア各政府に、スロベニア人・クロアチア人・セルビア人国がオーストリア＝ハンガリー帝国と交戦しておらず、国民評議会がオーストリア＝ハンガリー帝国の全船隊を引き継いだ旨を通知する通牒を送付した。しかし、この船隊はイタリア王国海軍に攻撃され、すぐに瓦解した。
スロベニア人・クロアチア人・セルビア人国は、民族会議がセルビア王国（既にモンテネグロ王国、ヴォイヴォディナ、スレムと合流していた）に合流し、1918年12月1日にセルビア人・クロアチア人・スロベニア人王国を樹立するまで、終始国際的に承認されることはなかった。